# Berní rula
Die Berní rula (deutsch Steuerrolle) ist ein 1654 erstelltes Untertanenverzeichnis für Böhmen.
Als Folge des Dreißigjährigen Krieges waren in Böhmen durch Brandschatzungen und Seuchen ganze Landstriche entvölkert und viele Höfe oder auch ganze Dörfer lagen wüst.
Nachdem 1651 zunächst zur Durchsetzung der Gegenreformation für ganz Böhmen die Anfertigung von Verzeichnissen der Untertanen nach dem Glauben (Soupis poddaných podle víry), kurz als Seelenlisten bezeichnet, erfolgt war, ordnete die Krone eine Erfassung sämtlicher steuerpflichtiger Untertanen an.
Die für alle Kreise im Jahre 1654 durchzuführende Erfassung der besitzständigen Landbevölkerung beinhaltete die namentliche Erfassung der Steuerpflichtigen mit deren zu versteuerndem Besitz.
Die Berní rula ist heute eine wertvolle Quelle für geschichtliche Forschungen, neben den Besitzverhältnissen und der Anzahl und Größe der Höfe lassen sich auch durch Vergleich mit späteren Erfassungen Rückschlüsse auf die Entwicklung der Dörfer ziehen, wobei daraus die Einwohnerschaft nur geschätzt werden kann.
Eine vergleichbare Erfassung erfolgte zwischen 1650 und 1678 auch in Mähren mit der Erstellung der Hufenregister (Lánový rejstřík).
Im 18. Jahrhundert erfolgte eine Neuerfassung des steuerpflichtigen Grundbesitzes in Böhmen durch den Theresianischen Kataster, das 1711 begonnen und nach der Erlangung seiner Rechtsverbindlichkeit im Jahre 1748 noch bis 1757 fortgeschrieben wurde. Dabei aufgetretene Unregelmäßigkeiten und Falschangaben veranlassten Kaiser Joseph II. 1785 zur Anordnung einer erneuten Vermessung, auf deren Grundlage der 1789 vollendete Josephinische Kataster angelegt wurde.